# Stugunøset på Filefjell
Stugunøset på Filefjell (även skrivet Filefjeld) är en oljemålning av den norske landskapsmålaren Johan Christian Dahl från 1851. Den ingår i samlingarna på Nasjonalmuseet for kunst, arkitektur og design i Oslo sedan 1901. 
Målningen visar en hjord renar vid berget Støgonøset (1433 m ö.h.) i Filefjell i Valdres i Oppland fylke, nära gränsen till Sogn og Fjordane. Dahl var vid tidpunkten 62 år gammal och kunde endast med stora svårigheter bestiga berget där han tecknade en skiss av utsikten. 
Dahl utbildade sig vid Kunstakademiet i Köpenhamn 1811–1817 och flyttade därefter till Dresden 1818 där han var bosatt återstoden av sitt liv. Dahl ägnade sig nästan uteslutande åt landskapsmåleri. Inledningsvis målade han många norska landskap utan att ha någon närmare kännedom om landet, dels på grund av sin långa utlandsvistelse och dels för att mest varit i sin födelsestad Bergen. Men år 1826 företog han sin första långa Norgeresa då han tog sig från Christiania (nuvarande Oslo) via Telemark och Hardangervidda till Bergen. Hans sista Norgeresa 1850 tog honom bland annat till Oppland fylke och gav inspiration till målningarna Fra Hjelle i Valdres och Stugunøset på Filefjell.

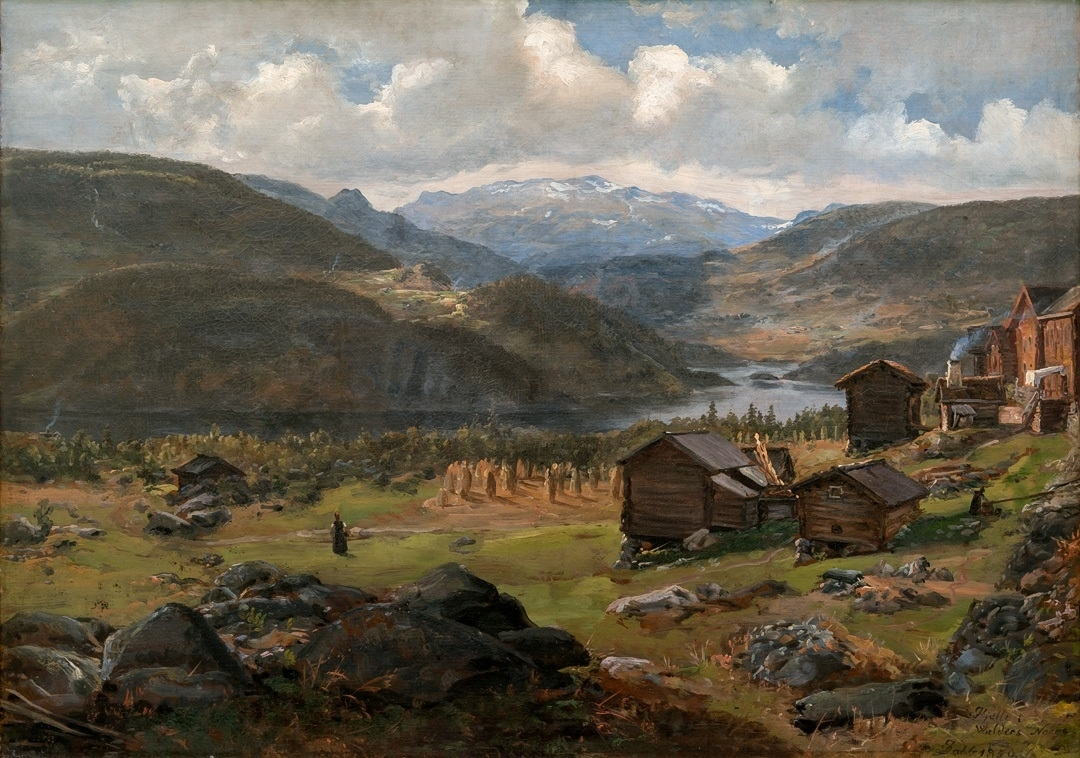
Dahls Fra Hjelle i Valdres från 1850. Denna version ägs av Kode museum i Bergen, en större version finns på Nasjonalmuseet i Oslo.

Målningen köptes av Kunstforeningen i Kristiania där den i ett konstlotteri vanns av Wilhelm Adelsten Maribo. Denne testamenterade målningen till Nasjonalmuseet 1901.
Målningen är avbildad på ett norskt frimärke i serien Norsk Malerkunst från 1976.